# 프란체스코 (2020년 영화)
프란치스코(Francesco)는 체코에서 제작된 이브게니 아피네예브스키 감독의 2020년 다큐멘터리 영화이다. 프란치스코 등이 주연으로 출연하였다.

## 출연

### 주연
- 프란치스코